# USS H-6 (SS-149)
USS H-6 (SS-149) — американская подводная лодка проекта 602, изначально построенная для Российского Императорского Флота.
Шесть подлодок этого проекта не были доставлены заказчику, так как ожидали окончания революции 1917 года, после чего были куплены ВМС США 20 мая 1918 года.

## Описание
Подводные лодки типа H имели длину 45,8 м, ширину 4,8 м и осадку 3.8 м.
Водоизмещение — 364 тонны, экипаж из 25 человек, включая двух офицеров.
Подводные лодки могли погружаться на глубину до 61 м.
Для надводного хода субмарина использовала два дизельных двигателя производства New London Ship & Engine Co. тяговой силой 475 лошадиных сил (354 кВ)
При погружении же использовался электрический двигатель производства Electro Dynamic Co. тяговой силой 170 лошадиных сил (127 кВ)
Подводная лодка могла достигать 26 км/ч надводным ходом и 19.4 км/ч подводным ходом
Лодка была вооружена четырьмя 18-дюймовыми (450-мм) торпедными аппаратами, имея на борту восемь торпед.